# Classe Glauco (sous-marin, 1903)
Pour les articles homonymes, voir Classe Glauco.
La classe Glauco est une classe de 5 sous-marins en deux sous-classes et mis en service à partir de 1903. Construits immédiatement après le Delfino, les sous-marins étaient en fait expérimentaux et considérés comme des torpilleurs sous-marins (en fait, ils étaient classés sous ce nom) et en service  dans la Marine royale italienne (en italien : Regia Marina).

## Généralités de la classe
Première classe de sous-marins construits après le Delfino expérimental, il a été conçu par le major du génie naval de l'époque, Cesare Laurenti. Equipés de moteurs à essence, ils n'étaient pas des unités aux caractéristiques exceptionnelles. Réalisés comme un alter-ego sous-marin du torpilleur côtier, ils avaient des capacités opérationnelles limitées. Il faut cependant garder à l'esprit que ces unités n'étaient guère plus qu'expérimentales, construites sans véritable doctrine opérationnelle et avec l'expérience limitée accumulée avec le précédent Delfino et à partir des informations que les publications officielles et les services secrets de l'époque avaient recueillies sur ce qui se faisait à l'étranger. Il s'agissait donc d'unités d'entraînement plutôt que d'unités opérationnelles, non seulement pour le personnel de la spécialité sous-marine naissante, mais aussi pour les états-majors de la marine italienne. Il faut dire que leur réalisation est due plus à l'insistance du chef d'état-major de l'armée de terre, le général Tancredi Saletta, et du ministre de la guerre Asinai di San Marzano, ainsi qu'aux nouvelles qui arrivent de Londres et de Paris (surtout de Londres) qu'à une réelle croyance de la marine dans les nouveaux moyens.
Il s'agissait d'unités de 200 tonnes de déplacement, de 36 mètres de long et de 4 mètres de large avec un armement composé de deux torpilles de 450 mm. Les moteurs étaient des moteurs à combustion interne à essence (en italien : Benzina) et cette caractéristique a été la raison pour laquelle ces sous-marins ont été surnommés "benzinari". Le concepteur, le major du Génie naval Laurenti, a adhéré au concept, alors partagé par de nombreuses marines, de donner à la coque des formes adaptées à la navigation de surface. Par conséquent, les sections transversales étaient très différentes les unes des autres et la résistance structurelle avait des limites en raison de la forme de la coque qui n'était pas adaptée pour supporter de fortes pressions. Les cinq unités de la classe, tout en conservant les mêmes dimensions, présentaient de modestes différences de déplacement dues aux améliorations apportées lors de la construction des unités successives de la classe et à la suppression définitive d'un tube lance-torpilles, adoptée à partir de la deuxième unité de la série. Même les silhouettes étaient différentes en raison de la position différente de la tourelle, qui, très en avant sur le Glauco, a progressivement pris une position centrale sur les unités ultérieures.
Ces sous-marins doivent également être considérés comme expérimentaux car ils ont servi de base au développement de l'arme sous-marine italienne. En effet, outre les défauts inhérents à chaque prototype et ceux dus à l'expérience insuffisante de la Marine dans le domaine de la construction sous-marine, ces unités ont également souffert de pannes moteur continues. Leur utilisation était alors limitée par la présence à bord de grandes quantités d'essence, utilisée comme carburant. Les sous-marins ont été lancés à différentes époques : le Glaucus en 1905, le Squalo et le Narvalo en 1906, le Otaria en 1908 et le Trichecoen 1909. Une fois en service et après une formation initiale, ces sous-marins ont fonctionné, basés à Venise, principalement le long de la côte adriatique.

## Caractéristiques
La classe Glauco déplaçaient 160 tonnes en surface et 243 tonnes en immersion. Les sous-marins mesuraient 36,8 mètres de long, avaient une largeur de 4,32 mètres et un tirant d'eau de 2,5 mètres. Ils avaient une profondeur de plongée opérationnelle de 25 mètres. Leur équipage comptait 2 officiers et 13 sous-officiers et marins. 
Pour la navigation de surface, les sous-marins Glauco, Squalo, Narvalo étaient propulsés par quatre moteurs essence FIAT de 600 chevaux-vapeur (cv) (441 kW) (tandis que les Otaria et Tricheco par des moteurs Thornycroft de 800 cv (588 kW)), entraînant deux arbres d'hélices. En immersion, chaque hélice était entraînée par un moteur électrique  Savigliano de 85 chevaux-vapeur (62 kW). Ils pouvaient atteindre 13 nœuds (24 km/h) en surface et 6,2 nœuds (11,4 km/h) sous l'eau. En surface, la classe Glauco avait une autonomie de 225 milles nautiques (416 km) à 10 noeuds (18,5 km/h); en immersion, elle avait une autonomie de 81 milles nautiques (150 km) à 3,5 noeuds (6,4 km/h).
Les sous-marins étaient armés de deux tubes lance-torpilles à l'avant de 45 centimètres  (sauf le Glauco qui en avaient 3 à l'avant), pour lesquels ils transportaient un total de 2 torpilles.

## Unités
| Regia Marina - Classe Glauco | Regia Marina - Classe Glauco | Regia Marina - Classe Glauco | Regia Marina - Classe Glauco | Regia Marina - Classe Glauco | Regia Marina - Classe Glauco                        |
| Sous-marin                   | Chantier                     | Début de construction        | Lancement                    | Entrée en service            | Destination finale                                  |
| ---------------------------- | ---------------------------- | ---------------------------- | ---------------------------- | ---------------------------- | --------------------------------------------------- |
| Glauco                       | Arsenale di Venezia (Venise) | 1er août 1903                | 9 juillet 1905               | 15 décembre 1905             | Radié le 1er septembre 1916 et vendu à la Roumanie. |
| Narvalo                      | Arsenale di Venezia (Venise) | 1904                         | 21 octobre 1906              | 16 mai 1907                  | Radié le 26 septembre 1918 et démoli.               |
| Otaria                       | Arsenale di Venezia (Venise) | 1er mai 1905                 | 25 mars 1908                 | 1er juillet 1908             | Radié le 26 septembre 1918 et démoli.               |
| Squalo                       | Arsenale di Venezia (Venise) | Janvier 1904                 | 10 juin 1906                 | 1er septembre 1906           | Radié le 26 septembre 1918 et démoli.               |
| Tricheco                     | Arsenale di Venezia (Venise) | 6 novembre 1905              | 6 juin 1909                  | 15 octobre 1909              | Radié le 26 septembre 1918 et démoli.               |

### Glauco
Réalisé à l'arsenal de la Regio de Venise comme le reste de la classe, c'était le deuxième sous-marin construit en Italie et en fait encore expérimental comme le reste de la classe ; dans ce modèle, la fausse tour (ou tourelle) était beaucoup plus avancée, tandis que dans les modèles suivants, elle était progressivement déplacée vers le centre du navire. Il est établi le 1er août 1903, lancé le 9 juillet 1905 et livré le 15 décembre 1905. Pendant la Première Guerre mondiale, il a effectué 65 missions d'embuscade pour 296 heures de mouvement en surface et 252 heures en immersion ; les missions ont été effectuées principalement dans l'Adriatique pour la défense des ports de Bari, Barletta et Valona. Il a été mis hors service le 1er septembre 1916 et vendu en 1921 à la Lloyd Maritime roumaine. Devise : Gloria Audaciae comes.

### Narvalo
Il est établi en 1904, lancé le 21 octobre 1906 et livré le 16 mai 1907. Après quelques missions pendant la Première Guerre mondiale, il est désarmé le 26 septembre 1918.

### Otaria
Il a été établié le 1er mai 1905, lancé le 25 mars 1908 et livré le 1er juillet 1908. Après quelques missions pendant la Première Guerre mondiale, il est désarmé le 26 septembre 1918.

### Squalo
Il est établi en janvier 1904, lancé le 10 juin 1906 et livré le 1er septembre 1906. Il a participé à l'entraînement commun avec les unités de surface dans les années précédant la Première Guerre mondiale, puis il a été affecté comme chef d'escadron à la 4e escadrille de sous-marins à Venise et a effectué des missions de guerre pour protéger les ports de la haute mer Adriatique. Après quelques missions, il est désarmé le 26 septembre 1918. Devise : Coeco sub gurgite unum sidus Italia.

### Tricheco
Il est établi le 6 novembre 1905, lancé le 6 juin 1909, Service : 15 octobre 1909, il est désarmé le 26 septembre 1918.

## Source de la traduction
- (it) Cet article est partiellement ou en totalité issu de l’article de Wikipédia en italien intitulé « Classe Glauco (sommergibile 1903) » (voir la liste des auteurs).